# Wielki Nefud
Wielki Nefud, także Pustynia Czerwona (arab. النفود, An-Nafūd) – pustynia piaszczysta w północnej części Półwyspu Arabskiego na terytorium Arabii Saudyjskiej.

## Opis
Wielki Nefud to pustynia piaszczysta w północnej części Półwyspu Arabskiego, położona na północ od gór Dżabal Szammar. Jej powierzchnia szacowana jest na ok. 70 tys. km². Pustynia swoim kształtem na mapie przypomina dłoń z długimi palcami w kierunku wschodnim.
Występują tu głównie wydmy podłużne o wysokości do 90 m, a w zachodniej części barchany i wydmy paraboliczne o wysokości do ponad 100 m. Podłoże tworzą intensywnie wietrzejące, kredowe piaskowce i wapienie. Występują tu również góry wyspowe osiągające wysokość do 1000 m. Wydmy stałe stanowią ok. 95% wszystkich wydm Wielkiego Nafudu i zbudowane są ze średnio-ziarnistego piasku o dużej zawartości węglanu wapnia i zabarwieniu czerwonym i czerwono-żółtym z uwagi na dużą zawartość tlenku żelaza. Wydmy ruchome natomiast niosą sypki piasek kwarcowy o zabarwieniu żółtym.
Stałe wydmy w zachodniej części pustyni uformowały się najprawdopodobniej w okresach 164–129 tys., 113–99 tys., 64–31 tys. i 22–18 tys. BP. Wydmy w części południowo-wschodniej powstały najprawdopodobniej w okresach 70–38 tys. i 22–10 tys. BP pod wpływem wiatrów zachodnich. Wydmy o jaśniejszym kolorze piasku powstawały na bazie wydm stałych przez ostatnie 5,2 tys. lat.
Roślinność występuje skąpo z uwagi na brak wody – roczna średnia suma opadów wynosi poniżej 100 mm. W części wschodniej opady roczne wynoszą 89–104 mm a w południowo-zachodniej jedynie 45–68 mm. W oazach znajdują się obszary nadające się dla rolnictwa i pasterstwa. Ponadto poziom wód gruntowych, pomimo opadnięcia w ciągu ostatnich 120 lat, nadal pozwala na nawadnianie części pustyni.
Przez pustynię przebiega historyczny szlak karawanowy z północnego zachodu na południowy wschód, łączący oazy Al-Dżauf z oazami Ha’il.